# Зелене (Слов'янська сільська громада)
Зелене (до 2016 року — Петровське) — село в Україні, у Слов'янській сільській громаді Синельниківського району Дніпропетровської області. Населення становить 62 особи. До 2020 року орган місцевого самоврядування — Зорянська сільська рада.

## Географія
Село Зелене розташоване за 2 км від лівого берега річки Сухий Бичок, за 1,5 км від села Мала Покровка та 2,5 км від села Полтавське.

## Історія
У 2016 році село Петрівське перейменоване в село Зелене. 
12 червня 2020 року, відповідно до розпорядження Кабінету Міністрів України № 709-р «Про визначення адміністративних центрів та затвердження територій територіальних громад Дніпропетровської області», Зорянська сільська рада об'єднана з Слов'янською сільською громадою Межівського району.
19 липня 2020 року, в результаті адміністративно-територіальної реформи та ліквідації Межівського району, село увійшло до складу новоутвореного Синельниківського району.